# ديلميسن
ديلميسن هي بلدية في مقاطعة هولتسميندن في ولاية سكسونيا السفلى في ألمانيا .